# Colonia Helvecia
Colonia Helvecia es una localidad argentina ubicada en el departamento Iguazú de la Provincia de Misiones. Depende administrativamente del municipio de Puerto Esperanza, de cuyo centro urbano dista unos 6 km. Se encuentra a 1 km del río Paraná, entre los arroyos Yarará y Helvecia; el embarcadero sobre el río Paraná se denomina Puerto Helvecia. Existe también un barrio Helvecia que se halla dentro de la zona de Colonia Helvecia, ubicado 2 kilómetros al sur de Puerto Esperanza, el cual cuentao con escuela y puesto de salud.
En 1991 se censaron 122 personas, pero en 2001 su población se consideró rural dispersa.

## Vías de acceso
Su principal vía de acceso es un camino vecinal que la vincula al este con Puerto Esperanza y la Ruta Nacional 12.